# Derrick Rose
Derrick Martell Rose (Chicago, Illinois, 4. listopada 1988.) je američki profesionalni košarkaš koji igra u National Basketball Association (NBA) ligi za Memphis grizzlies.
Košarku je naučio igrati od svoja tri starija brata i bio je veliki obožavatelj Michaela Jordana, tadašnjeg glavnog igrača Chicago Bullsa. Pohađao je srednju školu Simeon Career Academy. U školi je osvojio dva državna prvenstva, te je od strane sudaca bio ocijenjen kao najbolji organizator igre u cijeloj državi nakon dobivene diplome. Pohađao je sveučilište u Memphisu gdje je i igrao za Memphis Tigerse. Godine 2008. došao je i do NCAA nacionalnog prvenstva. Kratko nakon toga Rose je pozvan na NBA Draft 2008. gdje je izabran od strane Chicago Bullsa. U svojoj prvoj godini kao profesionalni košarkaš bio je proglašen za NBA novaka godine i odabran za NBA All-Rookie momčad. Već je u drugoj sezoni bio izabran kao All-Star na NBA All-Star utakmici. Kasnije je bio imenovan za startera u američkoj košarkaškoj reprezentaciji u kojoj je i igrao na svjetskom prvenstvu FIBA 2010. godine. Derrick je 3. svibnja 2011. godine proglašen najkorisnijim igračem NBA lige. Time je postao najmlađi NBA igrač koji je to postigao. Također se pridružio Michaelu Jordanu kao jedini igrač Chicago Bullsa koji je postao MVP lige.

## Raniji život

### Djetinjstvo
Derrick Rose je rođen 4. listopada 1988. godine u Chicagu gdje je i odrastao. Rođen je kao najmlađi od četvero braće. Odrastao je kao veliki obožavatelj košarke i Michaela Jordana, tadašnjeg glavnog igrača Chicago Bullsa. Provodio je puno vremena na obližnjim terenima sa svojom braćom Dwayneom, Reggiem i Allanom. Kad je njegov posebni talent za košarku i broj osvojenih prvenstava grada rastao, njegova braća je počela gubiti kontakt s njime misleći da će njegov put do NBA-a biti iskorišten i uništen. Taj slučaj se dogodio igraču iz Chicaga Ronniju Fieldsu. Rose je igrao na Mean Street Expressu gdje je zajedno nastupio sa svojim bratom Reggijem i zvijezdom iz Indijane Ericom Gordonom.

### Srednja škola
Godine 2003., Rose se upisao u srednju školu Simeon Career Academy. Igrao je košarku JV za Wolverinse gdje je nosio broj 25 u čast igraču koji je obećavao Benu Wilsonu, a kojeg je 1984. godine ubila banda. Rose nije mogao dobiti mjesto u glavnoj momčadi zbog pravila trenera Boba Hambrica koji je u školi od 1980-ih godina. To pravilo nije umanjilo Roseovu igru s 18,5 poena, 6,6 asistencija, 4,7 skokova i 2,1 ukradene lopte po utakmici. Gradsko prvenstvo je osvojio s količnikom 24:1. Nakon toga Hambric je dopustio Roseu igrati na državnom turniru, ali Rose ga je odbio. Sljedeće godine Hambric je otišao u mirovinu, a zamijenio ga je Robert Smith koji je Roseu otvorio put prema natjecanju. U svojoj više publiciranoj debitantskoj utakmici imao je 22 poena, 7 skokova i 5 ukradenih lopti. Ta utakmica bila je rasprodana. Doveo je Wolverinse do trideset pobjeda i samo pet poraza te godine. U toj sezoni postizao je u prosjeku 19,8 poena, 5,1 skok, 8,3 asistencije i 2,4 ukradene lopte. Svojom igrom zaradio je prvu nacionalnu nagradu Parade Third Team All-American spot.
Tijekom Roseove junior godine 2006., Simeon Wolverinesi su se probili i osvojili prvenstvo Chicaga održanog u United Centeru gdje je Rose nastupio s 25 poena i mnogo zakucavanja. Tim je napredovao i došao do prvenstva države AA klase gdje im je Rose donio pobjedu, krađom lopte u zadnjoj sekundi. Tim je sezonu završio s 33 pobjeđene i 4 izgubljene utakmice. Rose je nagrađen od države Illinois nagradom EA Sports All-American Second Team i još jednom Parade All-American selekcijom. Rose je svojoj seniorskoj 2007. godini doveo svoj tim do dva osvojena državna prvenstva. Te je godine Rose igrao zajedno s Brandonom Jenningsom. Na kraju sezone tim je imao 33 pobjeđene i 2 izgubljene utakmice što ih je dovelo na prvo mjesto u državi. Rose je u toj sezoni prosječno imao 25,2 poena, 9,1 asistencija, 8,8 skokova i 3,4 ukradene lopte.

### Statistika u srednjoj školi
| S.Š.   | Godina    | Odig. uta. | Uta. poč. | Ukr. lop. | Skok. | Asist. | Poena | 2P%  |
| ------ | --------- | ---------- | --------- | --------- | ----- | ------ | ----- | ---- |
| Simeon | 2003./04. | 25         | 25        | 2.1       | 4.7   | 6.6    | 18.5  | —    |
| Simeon | 2004./05. | 35         | 35        | 2.4       | 5.1   | 8.3    | 19.8  | .500 |
| Simeon | 2005./06. | 37         | 37        | 2.6       | 5.4   | 8.7    | 20.1  | .570 |
| Simeon | 2006./07. | 35         | 35        | 3.4       | 9.1   | 8.8    | 25.2  | .590 |
| Ukupno | Ukupno    | 132        | 132       | 2.7       | 6.2   | 8.2    | 21.1  | —    |

### Sveučilište
Rose je prihvatio stipendiju i igranje za University of Memphis Tigers pod vodstvom Johna Caliparija koji ga je regrutirao nakon što ga je vidio kako igra u srednjoj školi. Snažne borbe su vodila sveučilišta u Indiani i Illinoisu da ga preuzmu na vlastite programe.

### Statistika na sveučilištu
| Sveučilište | Godina    | Odig. uta. | Uta. poč. | Min. | Ukr. lop. | Blok. | Skok. | Asist. | Poena | 2P%  | Sl. bac.% | 3P%  |
| ----------- | --------- | ---------- | --------- | ---- | --------- | ----- | ----- | ------ | ----- | ---- | --------- | ---- |
| Memphis     | 2007./08. | 40         | 40        | 29.5 | 1.2       | 0.4   | 4.5   | 4.7    | 14.9  | .477 | .712      | .337 |

## NBA karijera
Rose je izabran kao prvi izbor drafta 2008. od strane Chicago Bullsa, koji su trebali prvog organizator igre. Igrao je na Ljetnoj ligi u Orlandu, sve dok se nije ozljedio. U NBA-u je debitirao 28. listopada 2008., te je zabilježio 11 poena, 9 asista, 4 skoka i 3 ukradene lopte. U svojoj prvoj NBA sezoni odveo je zajedno sa suigračem Benom Gordonom klub u doigravanje nakon jednogodišnje pauze. Prosječno je tijekom regularnog dijela sezone postizao 16.8 poena, četiri skoka i šest asistencija. Chicago se kao 7. momčad Istoka plasirala u doigravanje i u 1. krugu doigravanja protivnik im je bio prošlogodišnji prvak NBA lige Boston Celticsi. U svojoj prvoj utakmici u doigravanju Rose je zabio 36 poena, 11 asistencija i četiri skoka, i odveo Bullse do pobjede 105-103 nad Celticsima.  Rose je tim podvigom postao novak s najviše poena u prvoj utakmici doigravanja, a postao je i drugi igrač u povijesti s 35+ koševa i 10+ asistencija kao novak s prvim nastupom u doigravanju. Zanimljivo, čak ni veliki Michael Jordan sa svojim Bullsima nikad nije uspio pobijediti Boston u gostima, u deset utakmica koliko su u doigravanju igrali. Rose je to napravio u svom prvom pokušaju. 23. travnja 2009. izabran je za najboljeg novaka NBA sezone 2008./09. Time je postao treći igrač Chicaga u povijesti koji je ponio epitet najboljeg novaka u NBA ligi. Prije njega su do toga došli Michael Jordan i Elton Brand.
Rose je 4. svibnja proglašen najkorisnijim igračem regularnog dijela sezone(MVP) u izboru je odnio pobjedu ispred Dwighta Howarda i Jamesa. Time je postao drugi igrač Bullsa kojeme je to pošlo za rukom, prije njega Michael Jordan je osvajao ovu nagradu pet puta. Sezonu 2010-11 odveo je momčad do najboljeg omjera lige 62-20, u istoj sezoni postao je tek sedmi u povijesti NBA lige, koji je sezonu završio s prosjecima od barem 25 poena, 7.5 asistencija i 4 skoka po utakmici. Ostali su Jordan, Oscar Robertson, Jerry West, Larry Bird, Dwyane Wade i LeBron James.

## NBA statistika

### Regularni dio
| Godina    | Klub    | Odig. uta. | Uta. poč. | Min. | 2P%  | 3P%  | Sl. bac.% | Skok. | Asist. | Ukr. lop. | Blok. | Poena |
| --------- | ------- | ---------- | --------- | ---- | ---- | ---- | --------- | ----- | ------ | --------- | ----- | ----- |
| 2008./09. | Chicago | 81         | 80        | 37.0 | .475 | .222 | .788      | 3.9   | 6.3    | .8        | .2    | 16.8  |
| 2009./10. | Chicago | 78         | 78        | 36.8 | .489 | .267 | .766      | 3.8   | 6.0    | .7        | .4    | 20.8  |
| 2010./11. | Chicago | 81         | 81        | 37.4 | .445 | .332 | .860      | 4.1   | 7.7    | 1.05      | .63   | 25.0  |
| Ukupno    |         | 240        | 239       | 37.1 | .468 | .309 | .815      | 3.9   | 6.7    | .9        | .4    | 20.9  |
| All-Star  |         | 2          | 1         | 22.5 | .429 | .000 | .500      | 1.5   | 4.5    | 2.0       | .0    | 9.5   |

### Doigravanje
| Godina    | Klub    | Odig. uta. | Uta. poč. | Min. | 2P%  | 3P%  | Sl. bac.% | Skok. | Asist. | Ukr. lop. | Blok. | Poena |
| --------- | ------- | ---------- | --------- | ---- | ---- | ---- | --------- | ----- | ------ | --------- | ----- | ----- |
| 2008./09. | Chicago | 7          | 7         | 44.7 | .492 | .000 | .800      | 6.3   | 6.4    | .6        | .7    | 19.7  |
| 2009./10. | Chicago | 5          | 5         | 42.4 | .456 | .333 | .818      | 3.4   | 7.2    | .8        | .0    | 26.8  |
| 2010./11. | Chicago | 16         | 16        | 40.6 | .396 | .248 | .828      | 4.3   | 7.7    | 1.4       | .7    | 27.1  |
| Ukupno    |         | 28         | 28        | 42.0 | .427 | .243 | .823      | 4.6   | 7.3    | 1.1       | .6    | 25.2  |

## Privatni život

### Plaće
| Sezona    | Klub          | Plaća      |
| --------- | ------------- | ---------- |
| 2008.–09. | Chicago Bulls | $4.822.800 |
| 2009.-10. | Chicago Bulls | $5.184.480 |
| 2010.–11. | Chicago Bulls | $5.546.160 |
| 2011.–12. | Chicago Bulls | $6.993.707 |